# Austroasca artemisiae
Austroasca artemisiae är en insektsart som först beskrevs av Lindberg 1958.  Austroasca artemisiae ingår i släktet Austroasca och familjen dvärgstritar.
Artens utbredningsområde är Kap Verde. Inga underarter finns listade i Catalogue of Life.